# Richard Angelo
Richard Angelo, dit « l’ange de la mort », est un tueur en série américain né le 29 août 1962 à Long Island dans l’État de New York et condamné pour les meurtres de 25 personnes.
Comme la plupart des « infirmiers » de la mort, le mode opératoire de Richard Angelo était le suivant : voulant se faire passer pour un héros, il intoxiquait ses patients et, lorsqu’ils étaient près de la mort, tentait de les sauver afin de paraître comme un héros.
Tiré d’un interrogatoire enregistré :

« Je voulais créer une insuffisance respiratoire ou un autre problème chez les patients et qui auraient été sauvés grâce à mon intervention car je n'avais aucune confiance en moi et je me sentais presque inutile. »

## Jeunesse
Né de parents très religieux, Richard Angelo était un enfant unique choyé. Vivant dans une famille modèle, il reçut de bonnes valeurs et était considéré comme un enfant modèle.
L’enfant modèle devint un adolescent modèle et, quoique peu sportif, s’adonna au scoutisme, activité dans laquelle il performait très bien, à la chasse et à la pêche. Familial, il avait une très bonne relation avec sa grand-mère, mais étant réservé et solitaire, n’avait pas d’amie de cœur.
Jeune homme studieux et religieux, il occupa le poste d’enfant de chœur à l’Église de Notre-Dame de la Santé Perpétuelle, rôle qu’il occupait avec une grande fierté. Adulte, il ne buvait pas, ne fumait pas et n’avait pas vraiment de vie sociale. C’est en 1980 qu’il trouva sa vocation, et débuta ses études d’infirmier à l’université de Farmingdale à New York pour ensuite décrocher des emplois dans différents centres médicaux et hôpitaux.
Considéré comme doux, calme et gentil par ses pairs, Angelo était pompier volontaire et bien qu’il fût aimé de tous, son estime de soi était très basse et il cherchait désespérément des moyens pour paraître comme le meilleur.
À 26 ans, Angelo fut seul pour la première fois alors que ses parents, retraités, avaient déménagé en Floride. C’est au printemps 1987, lorsqu’il débuta comme infirmier à l’hôpital du Bon Samaritain de Long Island dans le New Jersey que sa carrière de criminel commença.
À 37 reprises lorsque Angelo était d’office à l’hôpital, on enregistra des « codes bleus », soit des situations d’urgence. Sur ces 37 incidents, 20 patients perdront la vie et 12 autres survivront aux traitements de « l’ange de la mort. »

## Crimes
Angelo semblait être un employé mature et heureux de travailler à l’hôpital du Bon Samaritain. Tout se passait bien à cet endroit, n’était-ce que le nombre grimpant de mortalités aux soins intensifs. Des patients stables lors de la tournée de nuit passaient près de la mort quelques minutes plus tard, situation étrange pour l’hôpital. Sur une période de six semaines, toujours lorsque Angelo travaillait, et toujours sous des circonstances similaires, 25 patients perdirent la vie.
Bien qu’il ne sauvât pas tous les patients, Angelo était toujours prêt à agir et semblait toujours savoir quoi faire, ce qui lui valut une réputation de « sauveur » auprès de quelques collègues, alors que d’autres, dont l’infirmière Lauren Ball, avaient des doutes. Une patiente de 67 ans, Nancy Falabella, était du même avis que Ball et avait déjà averti sa fille qu’elle ne faisait pas confiance à l’infirmier, espérant qu’il ne s’occupe pas d’elle.
C’est pourtant seulement le 11 octobre 1987, après la mort de trois patients consécutifs et des déclarations d’un patient témoin d’un des crimes commis par Angelo que ce dernier fut enfin découvert. C’est à ce moment que l’enquête débuta.

## Victimes
Richard Angelo aurait tué au total 25 personnes, mais sera tenu coupable pour les meurtres de
- Milton Poultney, 75 ans, en juillet 1987
- Anthony Green, 57 ans, en juillet 1987
- John Stanley Fisher, 75 ans, le 8 septembre 1987
- Frederick LaGois, 66 ans, en septembre 1987

Il aurait également assassiné, entre autres ;
- Joseph Seider, en juillet 1987
- Joseph O’Neill, le 21 septembre 1987
- Nancy Falabella, 67 ans, le 11 octobre 1987
- Joseph Mirabella, 71 ans, le 11 octobre 1987
- Ruth Gardeneer, 49 ans, le 14 octobre 1987

### Mode opératoire
Angelo empoisonnait ses victimes avec du chlorure de potassium (provoque l’arrêt cardiaque) et l’anectine (provoque une paralysie neuromusculaire.)
Bien que ses victimes furent nombreuses, Angelo possédait d’excellentes références et beaucoup d’expérience, le qualifiant mal comme tueur en série. De plus, le but de ce dernier n’était pas de tuer ses victimes, mais bien de les affaiblir dans le but de les sauver et de paraître comme un héros. Enfin, combiné aux deux autres éléments, puisque ses victimes étaient âgées et malades et que les drogues qu’il utilisait étaient disponibles pour tous les infirmiers des soins intensifs, le processus fut long avant de démasquer Angelo.

## Enquête et condamnation
C’est lorsqu’un patient avisa l’infirmière Ball qu’un infirmier barbu lui avait injecté un liquide, ce qui l’avait affaibli brusquement, que l’enquête contre Angelo débuta. Après analyse, plusieurs tests démontrèrent la présence des drogues utilisées en très forte quantité dans le sang des victimes.
Le 14 octobre 1987, la police trouva Angelo dans une convention à Albany dans l’État de New York, où on l’appréhenda pour ses crimes. Angelo ne résista pas et ne prit pas beaucoup de temps avant d’avouer ses crimes.

## Condamnation
Richard Angelo fut accusé et reconnu coupable de plusieurs chefs d’inculpation dont meurtre au deuxième degré, homicide involontaire au deuxième degré, homicide, négligence criminelle et agression à l’égard de cinq patients. Il reçut une sentence à perpétuité avec une peine incompressible de 61 ans.

## Citations
« La raison pour laquelle j’ai fait une intraveineuse à Monsieur Cucich, c’est que le service avait eu énormément de travail et j’avais l’impression d’avoir mal travaillé en général. J’ai pensé qu’il fallait que je prouve à l’équipe et à moi-même que j’étais un bon infirmier. L’équipe me posait des questions et m’utilisait comme personne ressource. Je savais ce que je faisais et je l’ai fait volontairement. Je savais que ça causerait une détresse respiratoire et je savais que nous devrions intervenir » : Richard Angelo, aux policiers.
« J’ai fait tout ça intentionnellement. Je voulais que l’équipe me respecte... J’ai l’air idiot maintenant... Et je suis désolé » : Richard Angelo, aux policiers.
« Je voulais créer une situation dans laquelle je provoquerais une détresse respiratoire chez le patient, ou un autre problème, et que grâce à mon intervention, on pense que je savais ce que je faisais. Je n’avais pas du tout confiance en moi. Je me sentais terriblement inadapté... insuffisant. » : Richard Angelo, lors de son procès.